# Abbaye d'Oka
L'abbaye Notre-Dame du Lac, aussi connue sous le nom d'abbaye d'Oka, est une ancienne abbaye de l'ordre cistercien de la stricte observance, située à Oka (Québec), près du lac des Deux-Montagnes, dans la région des Laurentides. En 2007, ce grand monastère fut vendu pour être transformé en centre éducatif, touristique et culturel.
Les moines ont continué à y habiter jusqu'à ce que leur nouveau monastère, l'abbaye Val Notre-Dame à Saint-Jean-de-Matha, soit prêt. Le samedi 28 février 2009, les moines ont fermé le monastère et quitté l'abbaye d'Oka. Les activités qui continuent à s'y dérouler sont sous l'égide du nouveau propriétaire, la Corporation de l'abbaye d'Oka, corporation à but non lucratif fondée le 20 janvier 2005 en vertu de la troisième partie de la Loi sur les compagnies du Québec.
L'abbaye d'Oka est également le théâtre du tournage de la série L'Académie et ce, depuis 2017.
Le centième anniversaire (1917-2017) de l’abbaye d’Oka est marqué par l’installation de l’atelier d’art professionnel de l’artiste en arts visuels Samuel Nantel. L’artiste y sera actif pendant plus de quatre ans. Au cours de cette période il produira des centaines de tableaux, sculptures, gravures, impressions, monotypes ainsi que des dessins aux médiums variés. Ses inspirations sont parfois issues de différents courants et peuvent être à la fois abstraites, figurative ou surréalistes. Il traite des sujets près de lui qui l’inspirent et de certains enjeux préoccupants. On retrouve dans ses œuvres, le milieu industriel contrasté avec une reconnaissance d’éléments organiques. Il aborde ses proches, la nature, la mer. Il est inspiré tant par ses lieux de vie tels que les Laurentides ou les îles de la Madeleine (où il détient une maison d’été) et des liens tissés là-bas depuis plus de vingt ans. Sa démarche s’inscrit dans celles des contemporains où il accorde une importance à l’histoire de l’art dans sa pratique et des techniques souvent novatrices et formelles. Samuel Nantel est un artiste qui marquera certes le milieu des arts par sa façon singulière d’aborder ses sujets et le milieu des arts visuels.
Gabriel Verdier, réalisateur-producteur et fils de l’artiste produira et tournera un court documentaire sur le travail artistique de son père et de son passage en résidence à l’abbaye d’Oka.
L’abbaye compte également une école de yoga. En juillet 2020, elle a été classée comme immeuble patrimonial par le ministre de la Culture et des Communications.

## Histoire
Notre-Dame-du-Lac a été fondée par des trappistes français expulsés par les mesures anti-catholiques de la IIIe République en 1880 de leur abbaye de Bellefontaine à Bégrolles-en-Mauges. Des prêtres de l'ordre de Saint-Sulpice de Québec, ils reçoivent une invitation pour s'installer près du lac des Deux-Montagnes à Oka afin d'y établir entre autres une ferme école, vu leur réputation de «moines agriculteurs». Le 11 avril 1881, l'abbé de Bellefontaine, Dom Jean-Marie Chouteau, et Père Jean-Baptiste Gaudin arrivent à Oka et le 3 mai, on leur cède officiellement un terrain de 1000 arpents. Le tout premier monastère est achevé le 9 novembre et les moines ne tardèrent pas à mettre en place leur école d'agriculture par la suite. La ferme-école devient en 1893 école d'agriculture et une faculté universitaire en 1908 : l'Institut agricole d'Oka. Les trappistes se retirent de l'enseignement agricole en 1962, à la suite de l'expiration d'une entente de 1930 conclue avec le gouvernement provincial selon laquelle ils s'engageaient à dispenser un enseignement universitaire en agriculture pour les trente prochaines années en échange d'une subvention de 300 000$. Les activités de l'Institut sont alors transférées à la faculté d'agronomie de l'Université Laval,.
Connu sous le nom de La Trappe d'Oka, ce monastère atteindra son apogée dans les années 1950 avec un total de 177 moines et deviendra célèbre grâce à son fameux fromage : le fromage d'Oka.
Quatre monastères ont été construits sur le site :
- 1881-1890 : Premier monastère en bois. Il deviendra en 1890 l'École d'Agriculture d’Oka. Détruit en 1929. Site de l’actuelle école Saint-Pierre.
- 1890-1902 : Deuxième monastère en pierre, détruit par le feu.
- 1902-1915 : Troisième monastère, détruit aussi par le feu.
- 1915-2009 : Quatrième monastère (édifice actuel), construit dans les murs du troisième. Furent ajoutés un autre cloître, une bibliothèque et un réfectoire. La communauté comptait alors 178 moines. Rénové en 1990, ce monastère fut vendu le 11 mai 2007 pour être transformé en centre historique et culturel[3]. En attendant que la nouvelle construction soit prête à Saint-Jean-de-Matha, les moines ont continué à habiter le monastère d’Oka en vertu d’un bail consenti par le nouveau propriétaire. Ils ont déménagé en février 2009.
- 2007 : Saint-Jean-de-Matha, cinquième monastère, ouvert officiellement le dimanche 1er mars 2009.

## Élevage

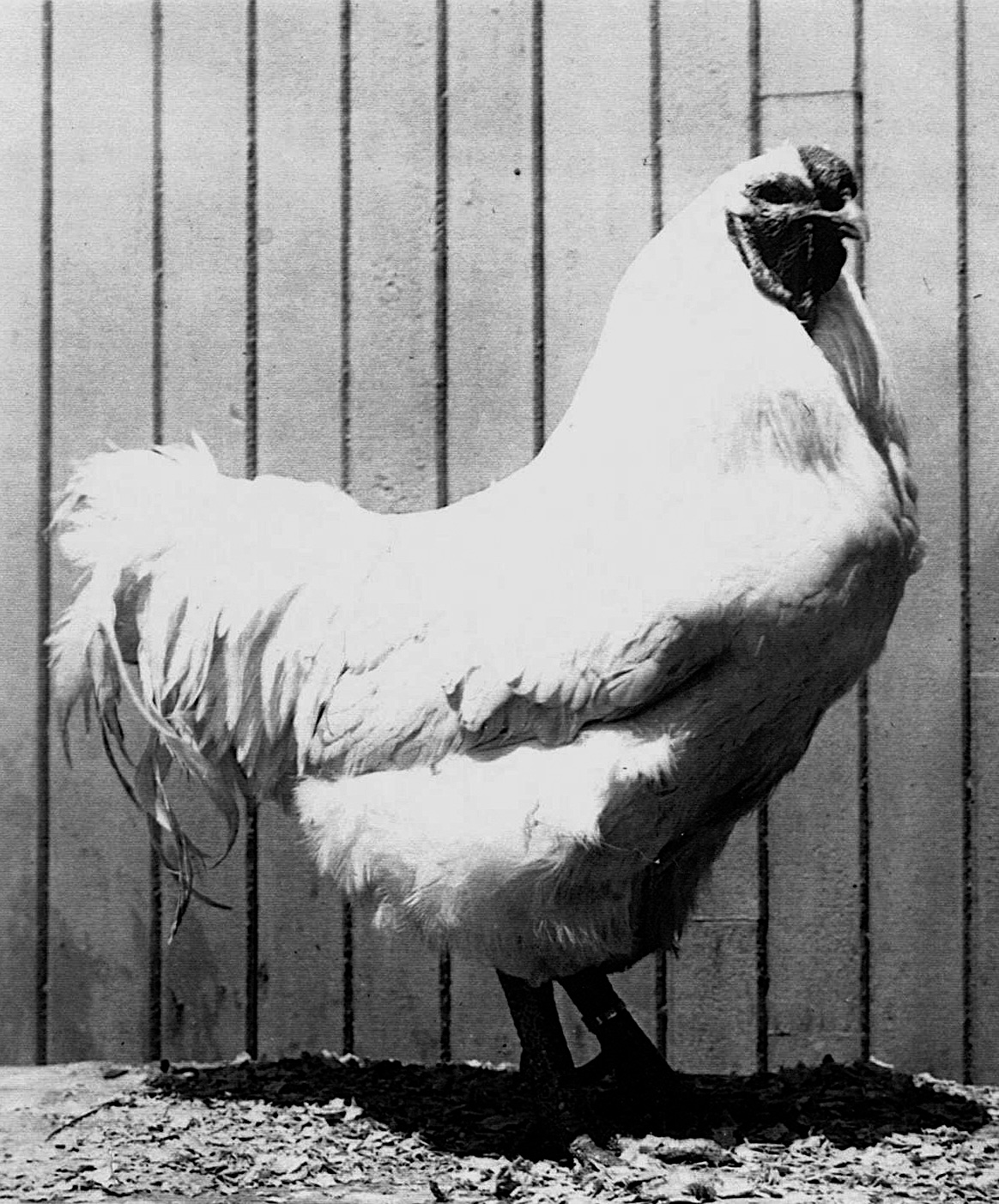
Coq chantecler primé en 1926

Les moines créèrent une race de poule extrêmement vigoureuse et résistante aux durs hivers canadiens, la chantecler, dans les années 1920.

## Éphémérides
- Vendredi 11 mai 2007 : Vente de l'abbaye Notre-Dame-du-Lac d’Oka à La Corporation de l'abbaye d'Oka.
- Mercredi 18 février 2009 : Déménagement des premiers moines vers le nouveau monastère du Val Notre-Dame.
- Dimanche 22 février 2009 : Dernière eucharistie ouverte au public dans l’église du monastère d’Oka. Fermeture de l’accueil au monastère d’Oka.
- Samedi 28 février 2009 : Dernière eucharistie dans l’église du monastère d’Oka, réservée aux moines.  Au terme de la célébration, le Père Abbé prononçait un décret par lequel cette église était rendue à son usage profane et n’était plus lieu de culte, à moins que les autorités diocésaines n’en décident autrement dans l’avenir. Dernière sonnerie solennelle des cloches du monastère d’Oka. Départ définitif d’Oka et arrivée au Val Notre-Dame. Tous les moines quittent Oka sauf le Frère Jean qui quittera le 28 mars.
- Samedi 28 mars 2009 : Fin officielle du bail de location avec la Corporation du monastère d’Oka. Départ du dernier moine, le Frère Jean, resté jusque-là à Oka pour assurer la sécurité du bâtiment, et arrivée au Val Notre-Dame.
- 2009-2010 : L'abbaye d'Oka est le lieu de tournage d'un film d'horreur en 3D, le premier film 3D tourné au Québec.

### Source
- Abbaye Val Notre-Dame, Chroniques 2009